# Bränntjärnen (Stuguns socken, Jämtland)
Bränntjärnen är en sjö i Ragunda kommun i Jämtland och ingår i Indalsälvens huvudavrinningsområde.